# Getting Away with It
Singles de Electronic
Get the Message
(1991)
Getting Away with It est le premier single du groupe britannique Electronic, sorti en 1989.
Le groupe, composé de Bernard Sumner et Johnny Marr, est accompagné par Neil Tennant des Pet Shop Boys sur ce titre.
Anne Dudley s'est occupée des arrangements et de la direction de l'orchestre.
Bien que notée version complète (Full Length), c'est en fait la version single qui est présente sur les deux éditions CD du single. La version complète (Full Length) est présente sur l'album Electronic sorti en 1991.
Chris Marker réalisa avec Catherine Belkhodja l'une des vidéos de la chanson.

## Liste des titres
Factory Records - Facd257
1. Getting Away With It (Full Length) (4:21)
2. Getting Away With It (Instrumental) (5:14)
3. Getting Away With It (Extended) (7:31)

Warner Bros. Records - 9 21498-2
1. Getting Away With It (Full Length Version) (4:22)
2. Getting Away With It (Extended Version) (7:35)
3. Getting Away With It (Instrumental) (5:15)
4. Lucky Bag (5:45)
5. Getting Away With It (Nude Mix) (6:06)
6. Getting Away With It (Vocal Remix) (4:54)
7. Lucky Bag (Miami Edit) (4:31)